# Identità (film)
Identità (Identity) è un film del 2003 diretto da James Mangold.

## Trama
Di notte, mentre infuria una tempesta, in un motel lungo una strada interrotta alle due estremità si incontrano, per ripararsi dalla pioggia battente, dieci estranei: un uomo con la moglie morente e il figlio di lei, un ex poliziotto ora autista di limousine, un'attrice, una squillo, una coppia di giovani sposi, un poliziotto e lo psicopatico carcerato che trasporta, oltre al gestore del motel stesso. Quando un misterioso killer comincia ad uccidere uno ad uno gli ospiti, lasciando loro addosso una chiave del motel in scala decrescente come in un inesorabile conto alla rovescia, l'angoscia, il terrore e i sospetti hanno la meglio: è probabile che l'assassino si celi proprio fra di loro.
Nel frattempo, lo psicopatico assassino seriale Malcolm Rivers, che dovrà essere condannato a morte entro poche ore, viene portato d'urgenza davanti al giudice incaricato della sua esecuzione, perché il suo avvocato ed il suo analista sono convinti di poterlo far riconoscere insano di mente, salvandolo dalla pena capitale in quanto incapace di comprendere il significato della sua condanna.
Mentre gli omicidi al motel sembrano assumere contorni paranormali, dacché si rievoca che il motel sorge su un antico cimitero dei nativi d'America, viene svelato il collegamento tra le due vicende: i dieci personaggi sono in realtà le diverse personalità create da Rivers, affetto da disturbi dissociativi, che devono fronteggiare l'anima violenta dell'uomo. Nel finale, dopo che la personalità malvagia sembra essere stata sconfitta, Rivers viene graziato e caricato su un furgone per essere trasferito in un manicomio criminale. In realtà, il lato assassino nella sua mente è ancora presente, l'undicesima personalità prende il controllo dell'uomo, che assale gli psichiatri alla guida del furgone.

## Distribuzione
Il film è uscito negli Stati Uniti il 25 aprile 2003, mentre in Italia è uscito il 20 giugno 2003.

## Accoglienza
Secondo l'aggregatore di recensioni Rotten Tomatoes, il film ha ottenuto un indice d'apprezzamento del 62% e un voto di 6,386 sulla base di 173 recensioni. Secondo Metacritic, invece, il film ha ottenuto un voto di 64 su 100 sulla base di 34 recensioni.

## Riconoscimenti
- Saturn Award
  - 2004: Nomination - Miglior film d'azione/d'avventura/thriller
  - 2004: Nomination - Miglior edizione DVD (film)
- Bram Stoker Award
  - 2004: Nomination - Miglior sceneggiatura
- Golden Trailer Awards
  - 2004: Nomination - Miglior film thriller/horror
- International Horror Guild
  - 2004: Nomination - Miglior film
- Teen Choice Awards
  - 2003: Nomination - Miglior film thriller/horror